# Sân bay Cafunfo
Sân bay Cafunfo (IATA: CFF, ICAO: FNCF) là một sân bay ở Cafunfo, Angola.